# Iofonte
Iofonte o Yofonte (en griego, Ἰοφῶν) fue un tragediógrafo de la Antigua Grecia, originario de Atenas. Era hijo de Sófocles y Nicóstrata. Compuso más de 50 tragedias, que no se han conservado. En el certamen del año 428 a. C. obtuvo el segundo premio detrás de Eurípides (que participó aquel año con su tragedia Hipólito) y por delante de Ion de Quíos, pero se le acusaba de ser ayudado por su padre, Sófocles. Algunos títulos de tragedias suyas se conocen por la Suda: Las Bacantes, La destrucción de Ilión, Aquiles, Télefo, Acteón, Dexámeno y Penteo. Se decía que Iofonte dijo de su padre, cuando este tenía 90 años, que estaba privado de la razón y que por tanto no debía poder administrar sus bienes. El tribunal de justicia, sin embargo, absolvió a Sófocles cuando este, para demostrar su lucidez, leyó parte de su tragedia Edipo en Colono.